# Jonny Lee Miller
Jonathan "Jonny" Lee Miller, född 15 november 1972 i Kingston i London, är en brittisk skådespelare. Han är dotterson till skådespelaren Bernard Lee. Jonny Lee Miller var gift med Angelina Jolie 1995–1999.

## Filmografi

### Filmer
| År   | Titel                 | Roll                                        |
| ---- | --------------------- | ------------------------------------------- |
| 1992 | Dead Romantic         | Paul                                        |
| 1993 | Bad Company           | Michael Hickey                              |
| 1993 | Olly's Prison         | Smiler                                      |
| 1994 | Meat                  | Charlie Dyce                                |
| 1995 | Hackers               | Dade Murphy ("Zero Cool", "Crash Override") |
| 1996 | Trainspotting         | Simon "Sick Boy" Williamson                 |
| 1996 | Dead Man's Walk       | Woodrow F. Call                             |
| 1997 | Afterglow             | Jeffrey Byron                               |
| 1997 | Regeneration          | fänrik Billy Prior                          |
| 1999 | Plunkett & Macleane   | Macleane                                    |
| 1999 | Mansfield Park        | Edmund Bertram                              |
| 2000 | Love, Honour and Obey | Jonny                                       |
| 2000 | Complicity            | Cameron Colley                              |
| 2000 | Dracula 2000          | Simon Sheppard                              |
| 2002 | The Escapist          | Denis Hopkins                               |
| 2003 | Byron                 | Lord Byron                                  |
| 2004 | Mindhunters           | Lucas Harper                                |
| 2004 | Melinda and Melinda   | Lee                                         |
| 2005 | Æon Flux              | Oren Goodchild                              |
| 2006 | The Flying Scotsman   | Graeme Obree                                |
| 2009 | Kampen om Sydafrika   | Michael Young                               |
| 2012 | Dark Shadows          | Roger Collins                               |
| 2012 | Byzantium             | The Captain                                 |
| 2017 | T2 Trainspotting      | Simon "Sick Boy" Williamson                 |

### TV
| År        | Titel                     | Roll                            | Noteringar                             |
| --------- | ------------------------- | ------------------------------- | -------------------------------------- |
| 1982      | Doctor Who                | Kinda Child                     | avsnittet "Kinda: Part One"            |
| 1983      | Jemima Shore Investigates | kille med hund                  | avsnittet "A Little Bit of Wildlife"   |
| 1983      | Mansfield Park            | Charles Price                   | 2 avsnitt                              |
| 1990      | Keeping Up Appearances    | Youth                           | avsnittet "Daisy's Toyboy"             |
| 1991      | 4 Play                    | Dennis Turnbull                 | avsnittet "Itch"                       |
| 1991      | The Bill                  | Simon Cooper                    | avsnittet "The Sorcerer's Apprentice"  |
| 1991      | Inspector Morse           | student                         | avsnittet "Greeks Bearing Gifts"       |
| 1991      | Minder                    | assistent åt auktionsförrättare | avsnittet "Three Cons Make a Mountain" |
| 1992      | Between the Lines         | David Ringwood                  | avsnittet "The Only Good Copper"       |
| 1992      | Casualty                  | Matt                            | avsnittet "Tender Loving Care"         |
| 1992      | Second Thoughts           | Chas                            | avsnittet "Short Change"               |
| 1992      | Goodbye Cruel World       | Mark                            | TV-film                                |
| 1993      | Prime Suspect 3           | Anthony Field                   | TV-film                                |
| 1993      | The Bill                  | Lee Gibson                      | avsnittet "Mighty Atoms"               |
| 1993      | Eastenders                | Jonathan Hewitt                 | 2 avsnitt                              |
| 1994      | Mystery!: Cadfael         | Edwin Gurney                    | avsnittet "Monk's Hood"                |
| 1996      | Dead Man's Walk           | Woodrow Call                    | 3 avsnitt                              |
| 1999      | Operation Good Guys       | sig själv                       | avsnittet "Stardust"                   |
| 2003      | The Canterbury Tales      | Arty                            | avsnittet "The Pardoner's Tale"        |
| 2006–2007 | Smith                     | Tom                             | 7 avsnitt                              |
| 2008–2009 | Eli Stone                 | Eli Stone                       | 26 avsnitt                             |
| 2009      | Emma                      | Mr. Knightley                   | 4 avsnitt                              |
| 2010      | Dexter                    | Jordan Chase                    | 8 avsnitt                              |
| 2012–2019 | Elementary                | Sherlock Holmes                 | 120 avsnitt                            |
| 2022      | The Crown                 | John Major                      |                                        |